# Melanostoma eversmanni
Melanostoma eversmanni är en tvåvingeart som beskrevs av Günther Enderlein 1938. Melanostoma eversmanni ingår i släktet gräsblomflugor, och familjen blomflugor. Inga underarter finns listade i Catalogue of Life.